# Comuna Suhindol, Veliko Tărnovo
Suhindol (în bulgară Сухиндол) este o comună în regiunea Veliko Tărnovo, Bulgaria, formată din orașul Suhindol și satele Beala Reka, Gorsko Kalugherovo, Gorsko Kosovo, Koevți și Krasno Gradiște. 

## Demografie
Componența etnică a comunei Suhindol
     Turci (17,62%)
     Nicio identificare (8,61%)
     Romi (3,02%)
     Bulgari (70,45%)
     Altele (0,27%)
La recensământul din 2011, populația comunei Suhindol era de 2.542 locuitori. Din punct de vedere etnic, majoritatea locuitorilor (70,45%) erau bulgari, existând și minorități de turci (17,62%) și romi (3,02%). Pentru 8,61% din locuitori nu este cunoscută apartenența etnică.